# Сегбан
Сегбани (перс. Segban) су били плаћеници, ирегуларне трупе, у Османском царству, а посебно у Анатолији.
Секбани, попут влашких Сејмена били су сви „тјуфекђија” (наоружани пушкама). У 17. веку ватрено оружје је постало доступно и раширено. У Јаничарском корпусу формирана је посебна дивизија „Сегбанли Сејмeна”, који су се борили за османског султана, као део његове страже. 
Крајем 16. века, током Османско-персијског рата (1578–1590) акумулирана је велика количина секбана, тако да су после тога настала два сукоба, Османско-персијски рат (1603–1618) и Османско-персијски рат (1623–1639). Употреба ових трупа имала је тешке последице, велики број секбана остаје без посла или средстава за живот. Као резултат тога, многи од ових војника претварају се у разбојнике и пљачкају већи део Анатолије између 1596. и 1610. године.